# Norrvidinge kontrakt
Norrvidinge kontrakt var ett kontrakt i Växjö stift inom Svenska kyrkan i Kronobergs län. Kontraktet upplöstes i halvårsskiftet 1936 och församlingarna uppgick då i Kinnevalds och Norrvidinge kontrakt. 

## Administrativ historik
Kontraktet omfattade
- Tolgs församling
- Asa församling
- Tjureda församling
- Bergs församling
- Ormesberga församling
- Gårdsby församling
- Söraby församling

## Kontraktprostar
- Samuel Cronander 1776-1779
- Jonas Ekedahl
- Alfred Ekedahl